# Акназарова, Мадина
Мади́на Акназа́рова (Худжанд, Согдийская область, Таджикистан; 15 февраля 1998) — таджикская эстрадная певица, исполнительница традиционных песен.

## Биография
Мадина Акназарова родилась 15 февраля 1998 года в городе Худжанд, Согдийская область, Таджикистан. Мадина единственный ребёнок в семье. Когда ей было 4 года вместе с родителями переехала в Россию в город Санкт-Петербург на пару лет. Первые два класса Мадина училась в городе Чкаловск (ныне Бустон) Согдийской области. Родители развелись когда она ещё училась в младших классах.
По окончании второго класса снова уехали в Россию в город Санкт-Петербург.
Мадина была с детство очень талантливым ребёнком. В школе учителя по музыке сразу обратили внимание на ее певческий талант и необычный тембр голоса. Она занималась вокалом в школьном хоре в городе Санкт-Петербург. Всегда исполняла сольную партию.
В 2014 году, после окончания 9-го класса переехали в Душанбе где Мадина поступила в Музыкальный колледж имени Ахмада Бабакулова на отделение академического вокала.

## Музыкальная карьера
Затем она начала свою музыкальную карьеру и продолжила образование в Таджикском государственном институте культуры и искусств. Сейчас онa студент четвертого курса института.
Мадина Акназарова дебютировала на таджикской эстраде в 2017 году. Необычный тембр голоса, стиль исполнения, хорошие тексты и энергетика помогли быстро найти отклик в сердцах зрителей. Армия поклонников Мадины стремительно росла как на концертах, так и в социальных сетях.
Первый альбом «Ай ёр, ёр» пришелся публике по душе, и уже совсем скоро ее стали приглашать на различные мероприятия, в том числе на концерты государственного уровня. Молодая артистка неоднократно представляла Таджикистан за рубежом, в том числе на фестивалях в Японии и Узбекистане.
За свою недолгую творческую карьеру Мадина Акназарова уже провела сольные концерты в Душанбе, Худжанде, Москве и Санкт-Петербурге.

## Дискография

### Альбомы
| Год  | Альбом     | Название песни      |
| ---- | ---------- | ------------------- |
| 2020 | Ҷону дилам | Арӯсу шаҳ зебанда   |
| 2020 | Ҷону дилам | Ай ки ба дӯши сахар |
| 2020 | Ҷону дилам | Ай ёр ёр            |
| 2020 | Ҷону дилам | Бирақсем            |
| 2020 | Ҷону дилам | Дилакам             |
| 2020 | Ҷону дилам | Гули себ            |
| 2020 | Ҷону дилам | Ҷону дилам          |
| 2020 | Ҷону дилам |                     |
| 2020 | Ҷону дилам | Оре                 |
| 2020 | Ҷону дилам | Сайри Бадахшон      |
| 2020 | Ҷону дилам | Шаб                 |
| 2020 | Ҷону дилам | Ту будӣ             |
| 2020 | Ҷону дилам | Ту марав            |
| 2020 | Ҷону дилам | Ёд мекуни           |
| 2020 | Ҷону дилам | Ёри ман             |
| 2020 | Ҷону дилам | Дидам нигори худро  |
| 2020 | Ҷону дилам | Кабкаки маст        |
| 2020 | Ҷону дилам | Сабзинаранг         |

## Примечание
1. 1 2 3  Мадина Акназарова. Биография, возраст, семья, популярные песни и клипы, Инстаграм. Газета о людях (23 января 2021). Дата обращения: 3 апреля 2021. Архивировано 6 марта 2021 года.
2. ↑  Мадина Акназарова: биография, семья, карьера и интервью. stories-of-success.ru. Дата обращения: 3 апреля 2021. Архивировано 10 июля 2021 года.
3. 1 2  Шӯх: нашри суруд ва намоҳанги нави Мадина Ақназарова - видео (тадж.). Sputnik Tajik. Дата обращения: 3 апреля 2021. Архивировано 4 декабря 2020 года.
4. ↑  Стать звездой несложно: Мадина Акназарова о любви, поклонниках и пластике. Sputnik Таджикистан. Дата обращения: 3 апреля 2021.
5. ↑  Альбом «Jonu Dilam» (Madina Aknazarova) (недоступная ссылка — история). Дата обращения: 5 апреля 2021.